# Antonie Albert

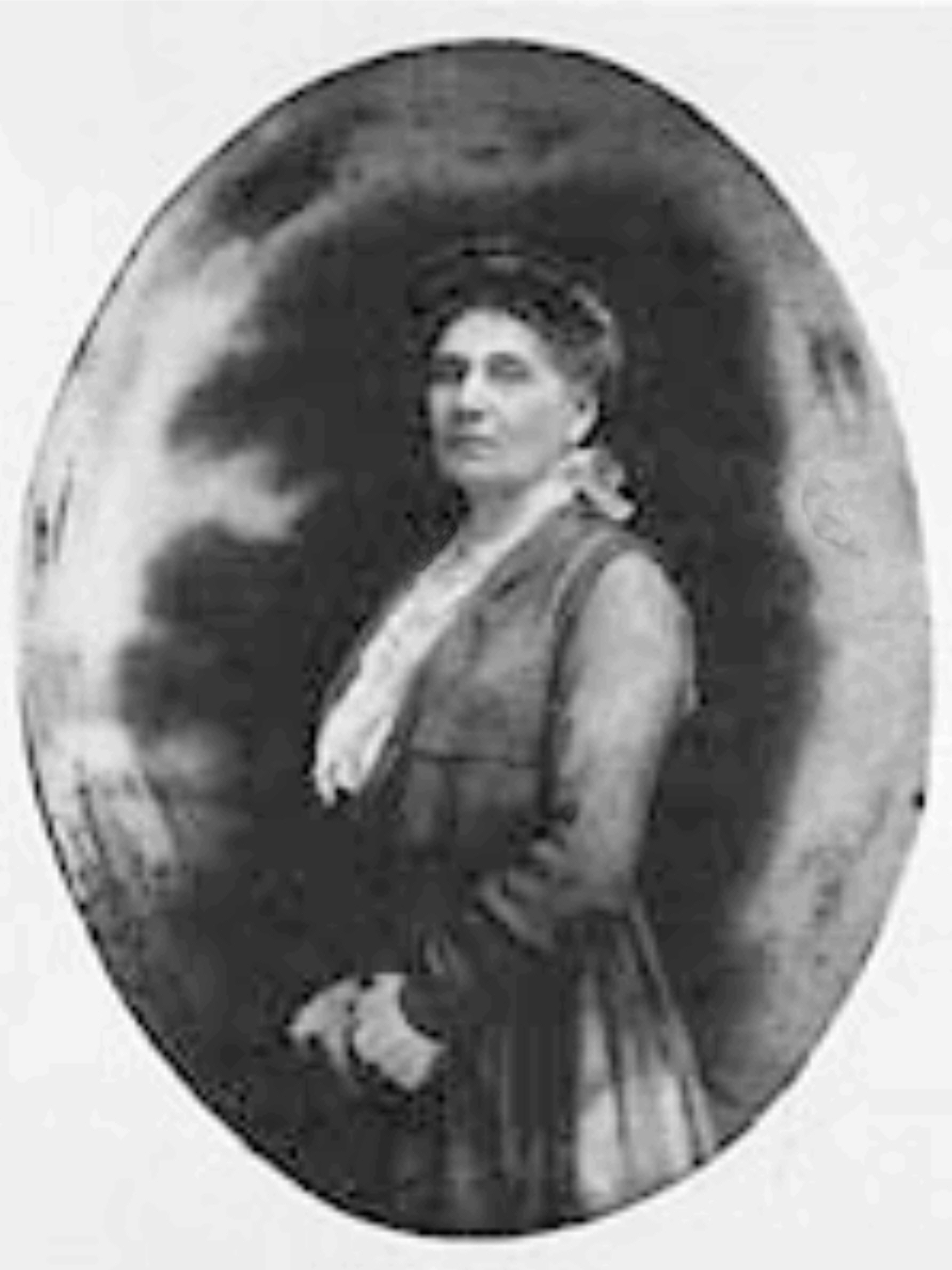
Antonie Albert, um 1905

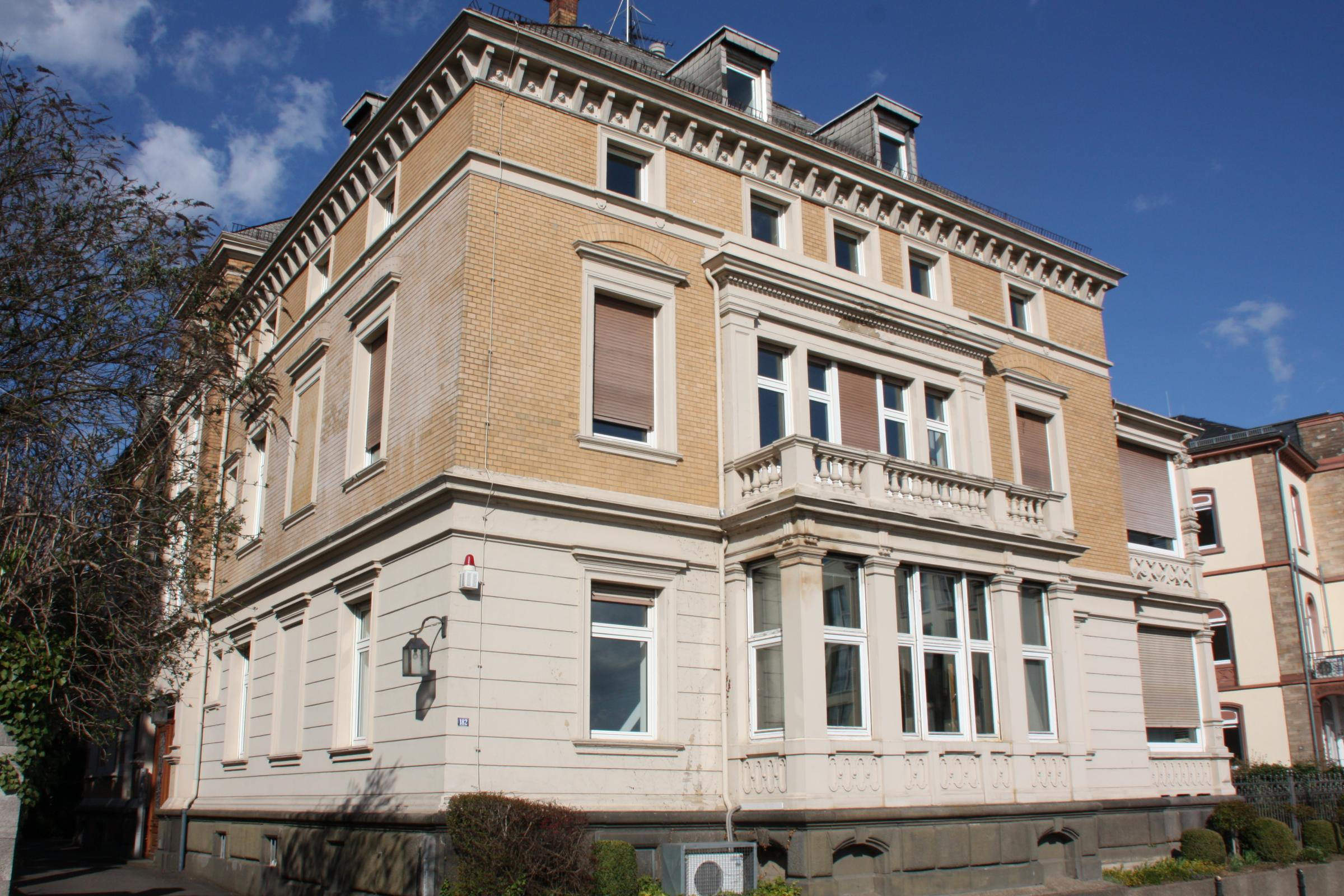
Erste Villa Albert am Biebricher Rheinufer

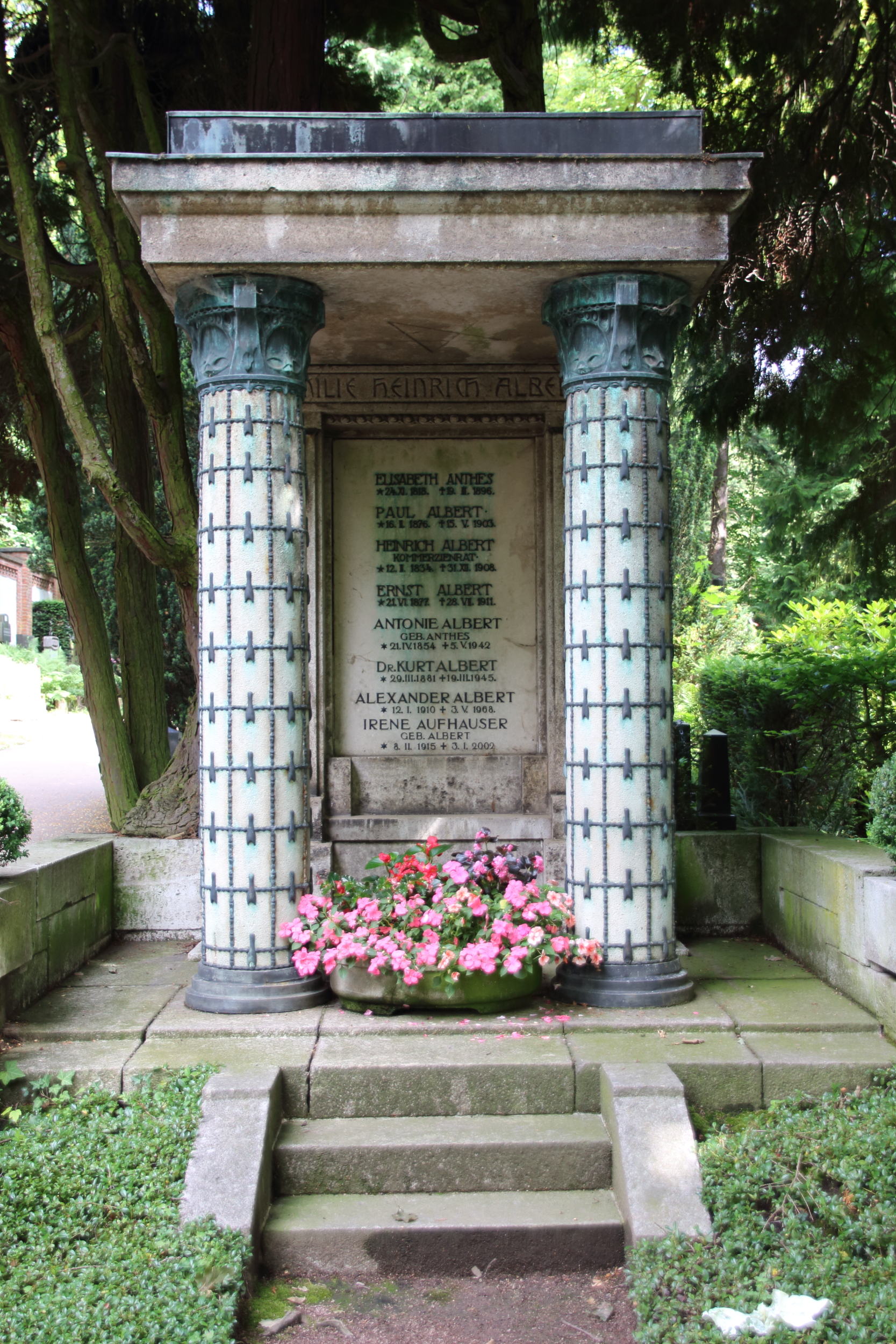
Grabmal der Familie auf dem Nordfriedhof in Wiesbaden

Friederike Henriette Antonie Albert, geborene Antonie Anthes (* 21. April 1854 in Langenschwalbach; † 5. Mai 1942 in Berlin) war eine deutsche Kunstsammlerin.

## Leben
Antonie Albert kam 1854 als Tochter von Karl Gottfried Anthes und dessen Ehefrau Katharina Elisabeth Anthes geb. Lang (1818–1896) zur Welt. Sie heiratete am 31. Januar 1874 in Wiesbaden den Chemie-Unternehmer Heinrich Albert. Aus dieser Ehe gingen fünf gemeinsame Kinder hervor. Die Familie bewohnte zunächst eine Villa am Rheinufer in Biebrich, bevor sie sich 1901 im Haus Gartenstraße 9 (heute Steubenstraße) in der Innenstadt von Wiesbaden niederließ. Der Sohn Paul Albert war ein bekannter Radrennfahrer, der 1903 tödlich verunglückte. 1908 starb Heinrich Albert. 
Antonie Albert gab 1909 ein neues Haus bei dem Karlsruher Architekten Max Laeuger in Auftrag. Sie erwarb hierzu das an ihr bisheriges Haus angrenzende Grundstück Rosenstraße 5. Diese zweite Villa Albert war in Anlehnung an den Klassizismus entworfen und beherbergte ihre Kunstsammlung mit Werken der Moderne. 
Antonie Albert bezog das Haus 1910 mit ihrem zweiten Ehemann, dem schwedischen Zahnarzt Johan Daniel Bredenberg, von dem sie sich bereits 1912 wieder scheiden ließ. Sie nahm danach wieder den Nachnamen Albert an. Im Jahr zuvor, 1911, war ihr Sohn Ernst Albert beim Bergsteigen in Tirol tödlich verunglückt. Er hatte bis dahin das väterliche Unternehmen geleitet und war mit der späteren Politikerin Katharina Daelen verheiratet gewesen. Die Leitung des Familienunternehmens übernahm danach der Sohn Kurt (Theodor) Albert.
Bis 1922 lebte Antonie Albert in Wiesbaden. Danach zog sie nach München und erwarb eine Villa im Stadtteil Bogenhausen. Nach nur wenigen Jahren verließ sie München, um sich in Zürich niederzulassen. 1934/1935 fand sie schließlich in der angemieteten Villa Habelschwerdter Allee 35 in Berlin-Dahlem ihren letzten Wohnsitz. Hier starb sie 1942 und wurde anschließend in der Gruft der Familie Albert auf dem Wiesbadener Nordfriedhof bestattet. Das Grabmal der Familie entstand bereits nach dem Tod des ältesten Sohnes um 1904 im Jugendstil nach einem Entwurf des Architekten Johannes Baader und des Bildhauers Franz Metzner. Hierhin wurde auch ihre 1896 verstorbene Mutter Elisabeth Anthes umgebettet.

## Sammlung
Unklar ist, wann Antonie Albert mit dem Aufbau einer Kunstsammlung begann. Möglicherweise hat sie bedeutende Werke bereits zusammen mit ihrem Mann Heinrich erworben. Sicher stammt ein traditionell gemaltes Porträt Antonie Albert von Wilhelm Trübner aus den gemeinsamen Ehejahren. Auch Trübners Gemälde Schloß Hemsbach mit Kanonen könnten beide Eheleute gemeinschaftlich erworben haben. Nach dem Tod des Gatten ist mit dem Umzug in die von ihr in Auftrag gegebene Villa Albert eine deutliche Hinwendung zur Moderne zu erkennen. Der als Architekt noch wenig erfahrene Max Laeuger setzte mit seinen klaren Formen einen Kontrapunkt zu den zeitgleich entstandenen Bauten des Historismus. Möglicherweise stellte Laeuger den Kontakt zu zeitgenössischen Bildhauern her, die für den Bauschmuck und die Inneneinrichtung arbeiteten. So stammte eine Truhe und ein Buffet von Karl Albiker und Bernhard Hoetger schuf figürliche Reliefs für einen Kamin und ein Supraportenrelief mit schlafender Venus und Cupido als Schmuckelement über der Haustür. Die Marmorfigur einer stehenden Frau von Hermann Haller befand sich an der Gartenfassade des Hauses in einer Nische.
Beim Bau der Villa Albert war von Beginn an eine eigene Gemäldegalerie vorgesehen. Neben Bildern von Wilhelm Trübner hingen hier Werke moderner deutscher Künstler wie Karl Hofer und August Deusser. Darüber hinaus gab es hier Arbeiten der französischen Avantgarde. Neben impressionistischen Bildern von Camille Pissarro und Alfred Sisley fanden Werke des Post-Impressionismus von Paul Cézanne, Paul Gauguin und Édouard Vuillard sowie des Fauvismus von André Derain und Maurice de Vlaminck Eingang in die Sammlung. Auch ein Werk von Georges Braque befand sich in der Villa Albert. Zu den bekanntesten Bildern der Sammlung gehörten das Gemälde Venedig, die rosa Wolke (Albertina, Wien) von Paul Signac sowie die beiden Bilder Weizenfeld in Auvers mit weißem Landhaus (Phillips Collection, Washington, D.C.) und Vase mit Kornblumen und Klatschmohn (Privatsammlung) von Vincent van Gogh. Antonie Albert gehörte mit den vor dem Ersten Weltkrieg erworbenen Bildern von van Gogh zu den frühesten Sammlern des Künstlers. 1922 zeigte sie Werke aus ihrer Kunstsammlung im Nassauischen Kunstverein Wiesbaden.

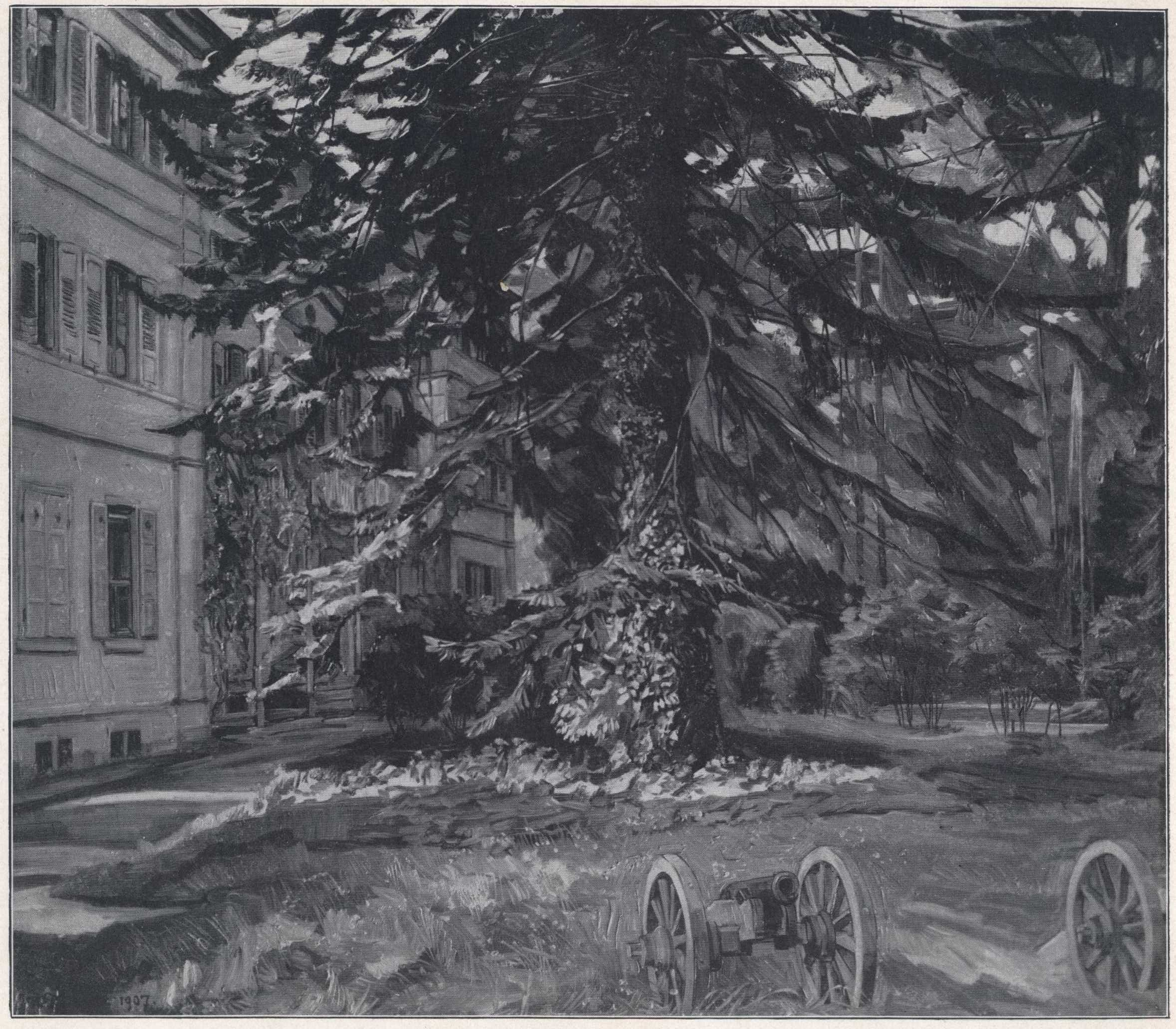
Wilhelm Trübner: Schloß Hemsbach mit Kanonen
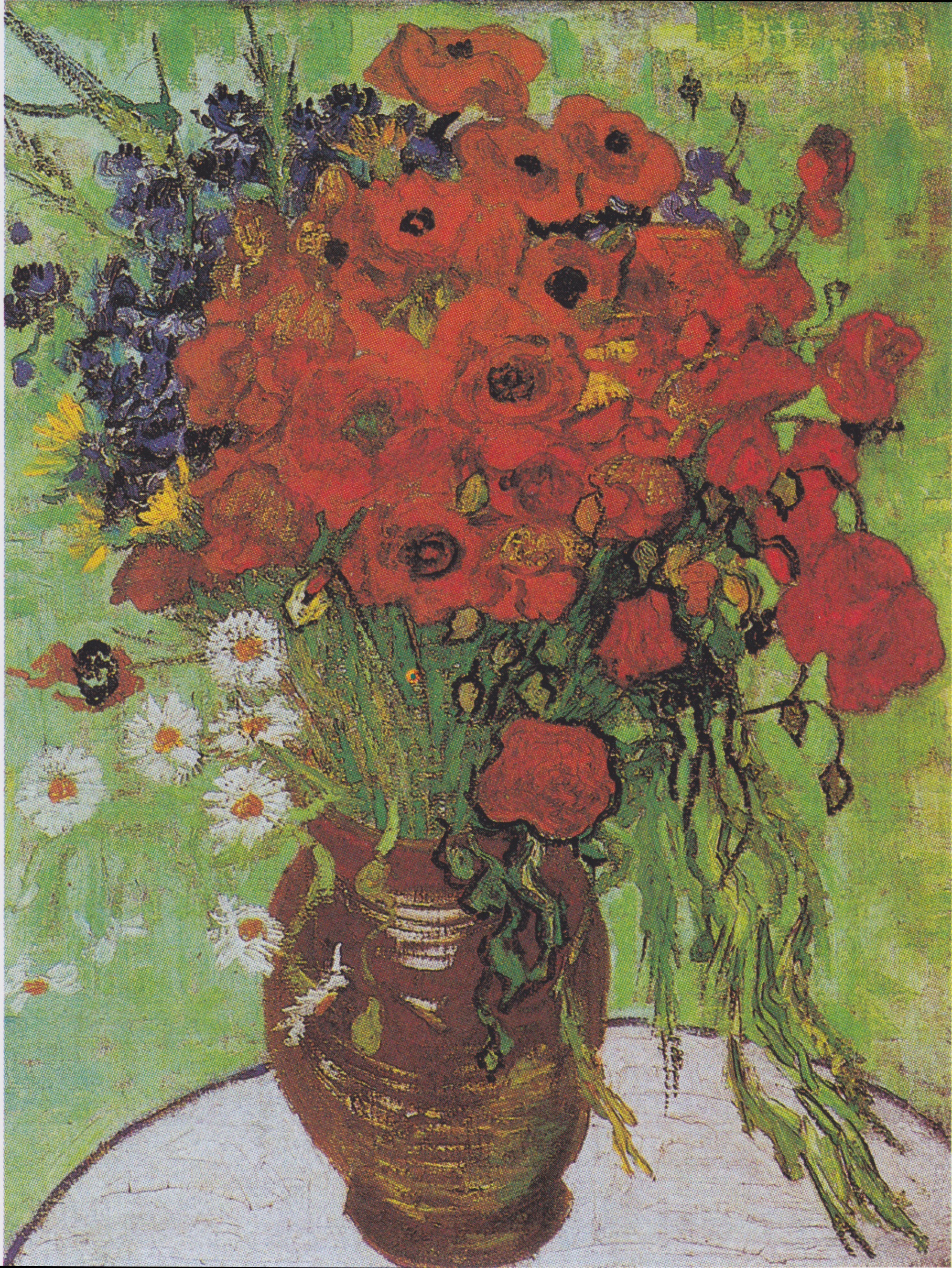
Vincent van Gogh: Vase mit Kornblumen und Klatschmohn
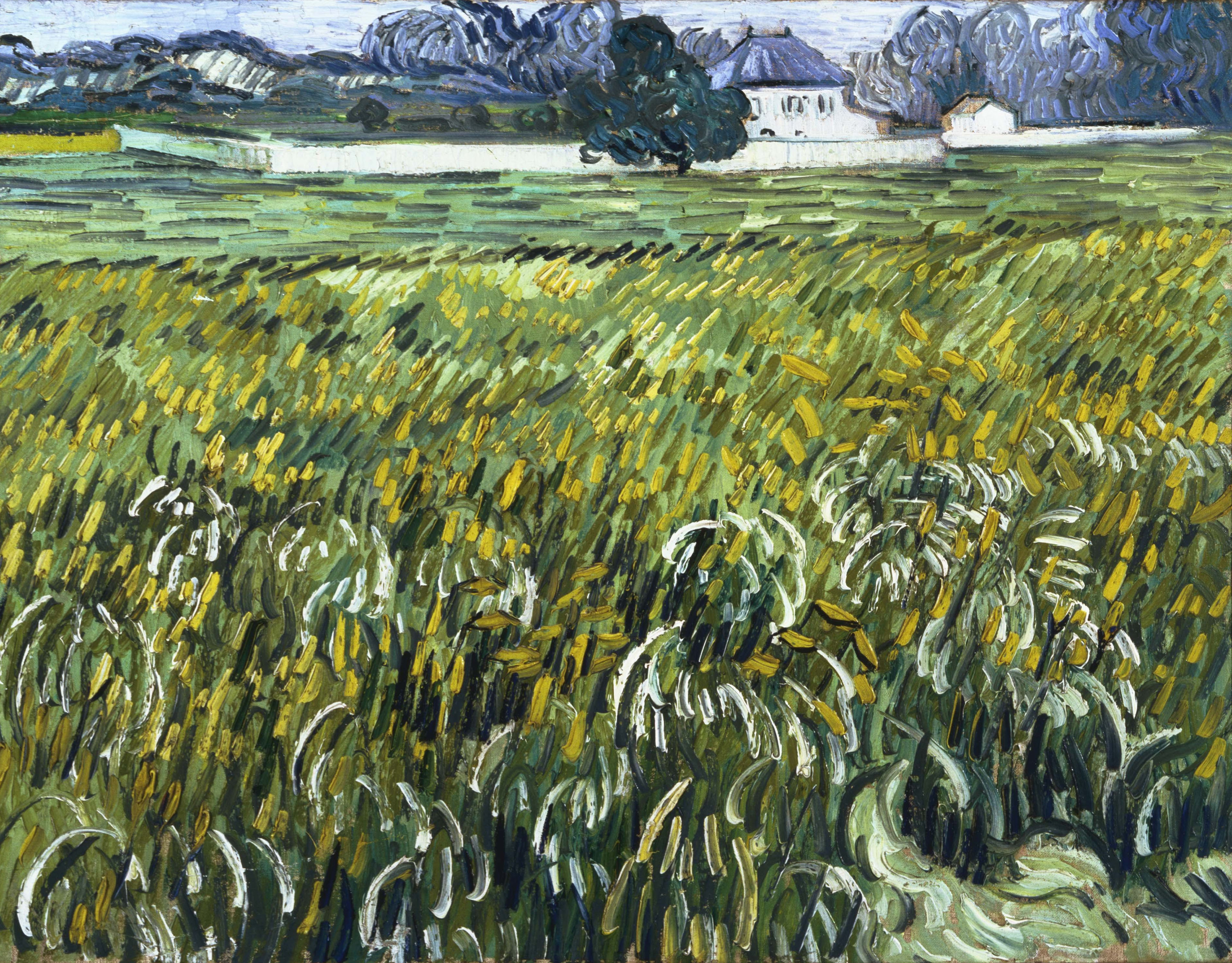
Vincent van Gogh: Weizenfeld in Auvers mit weißem Landhaus
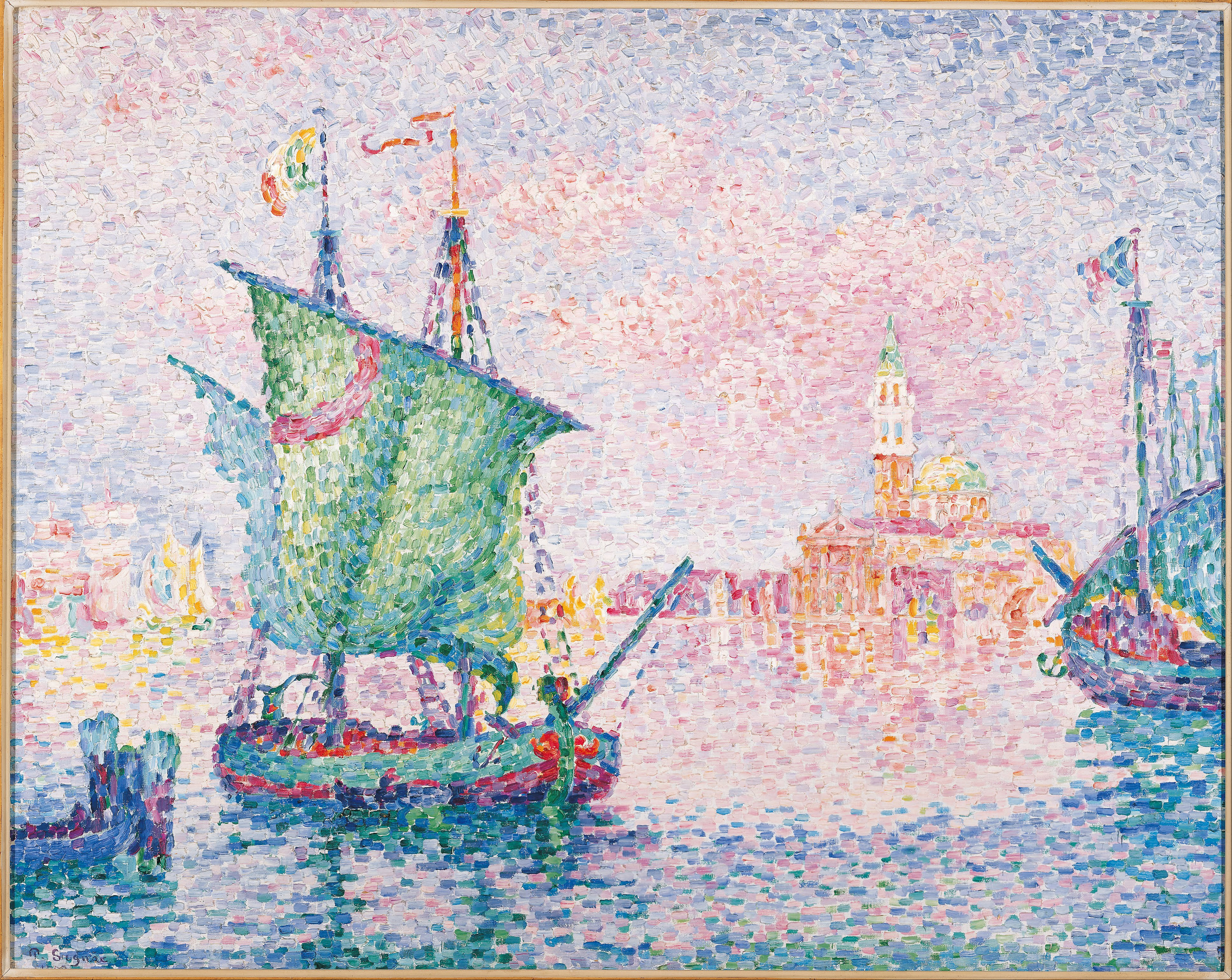
Paul Signac: Venedig, die rosa Wolke